# Высоковские Дворики
Высоковские Дворики — деревня в Рязанском районе Рязанской области. Входит в Подвязьевское сельское поселение.

## География
Находится в северо-западной части Рязанской области на расстоянии приблизительно 13 км на запад-юго-запад по прямой от вокзала станции Рязань II.

## История
В 1897 году здесь (тогда деревня Рязанского уезда Рязанской губернии) было учтено 10 дворов.

## Население
Численность населения: 123 человека (1897 год), 51 в 2002 году (русские 94 %), 50 в 2010.